# Mongol ulsyn zevsegt hüchin
Le Forze armate nazionali della Mongolia, in mongolo Монгол Улсын Зэвсэгт Хүчин, Mongol ulsyn zevsegt hüchin, rappresentano il complesso delle forze armate dello Stato asiatico della Mongolia.
Le moderne forze armate mongole nascono dalla riorganizzazione del precedente Esercito Popolare Mongolo, avvenuta dopo la rivoluzione democratica della Mongolia nel 1990. Vista l'assenza di significative minacce militari al paese, le forze armate sono un complesso relativamente piccolo, equipaggiato principalmente con vecchi armamenti e veicoli di origine sovietica risalenti all'epoca della guerra fredda. Le forze armate hanno comunque preso parte a numerose missioni internazionali fuori da paese, partecipando con piccoli contingenti alla guerra in Iraq, alla guerra in Afghanistan e a varie operazioni di peacekeeping promosse dalle Nazioni Unite.

## Storia

### L'origine

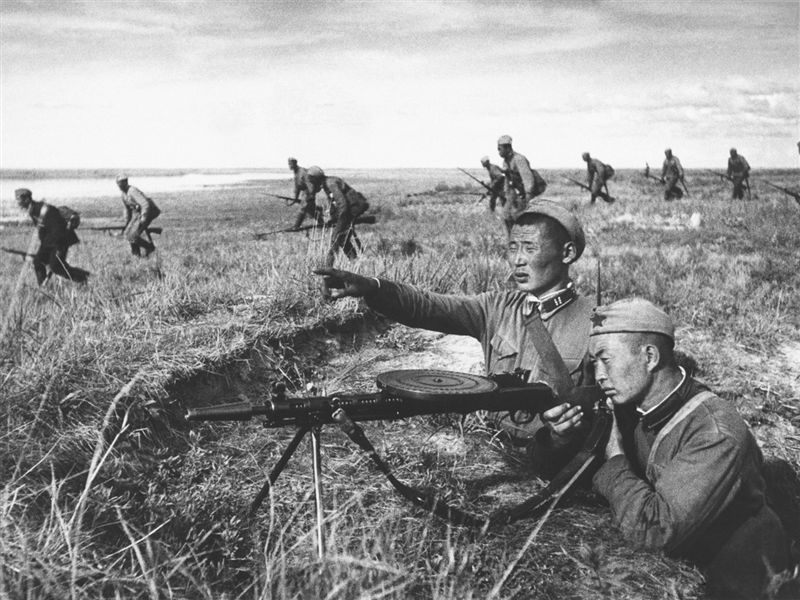
Truppe mongole alla battaglia di Khalkhin Gol contro i giapponesi nel 1939

Nazione di antiche tradizioni militari, culla nel XIII secolo di uno dei più grandi imperi della storia ma poi a lungo assoggettata in varie forme alla dominazione della Cina, la Mongolia iniziò a creare delle moderne forze armate nel 1921: nell'ambito degli eventi della rivoluzione mongola del 1921 il Partito Rivoluzionario del Popolo Mongolo creò una piccola forza guerrigliera, l'Esercito Popolare Mongolo, per combattere contro gli occupanti cinesi, ricevendo immediatamente il sostegno della Russia bolscevica e l'appoggio dell'Armata Rossa. L'insurrezione ebbe successo, portando nel novembre 1924 alla costituzione della Repubblica Popolare Mongola, retta da un regime stalinista sotto Horloogijn Čojbalsan; fedele alleata dell'Unione Sovietica che fornì armi, equipaggiamenti e ufficiali addestratori, la Mongolia ampliò le sue forze armate fino a schierare, negli anni 1930, un totale di circa 80000 uomini in armi ripartiti in otto divisioni di cavalleria. A queste forze si affiancò, nel 1937, un primo nucleo di aviazione militare equipaggiato con aerei da caccia di origine sovietica.
L'Esercito Popolare Mongolo fu utilizzato principalmente come strumento di repressione interna del dissenso al regime di Čojbalsan, ma appoggiò anche le operazioni militari dell'Unione Sovietica contro l'Impero giapponese: prima durante le guerre di confine sovietico-giapponesi degli anni 1930 e poi, in un ruolo secondario, durante l'invasione sovietica della Manciuria nel 1945. La morte di Čojbalsan nel 1952 e l'arrivo alla guida del paese di Yumjaagiin Tsedenbal, un economista poco incline alle spese necessarie a mantenere in servizio un enorme esercito, portarono a una netta diminuzione della forza alle armi e alla riconversione di diversi reparti in unità di costruzioni per la realizzazione dei vasti programmi infrastrutturali varati da Tsedenbal. Anche se ridotta notevolmente in numero la componente da combattimento dell'esercito fu comunque modernizzata, e trasformata in una moderna forza meccanizzata dotata di carri armati e veicoli trasporto truppe forniti dai sovietici; anche il Corpo Aereo venne ammodernato, ricevendo negli anni 1970 i primi aviogetti da combattimento e i primi elicotteri.

### Il periodo democratico e le missioni internazionali

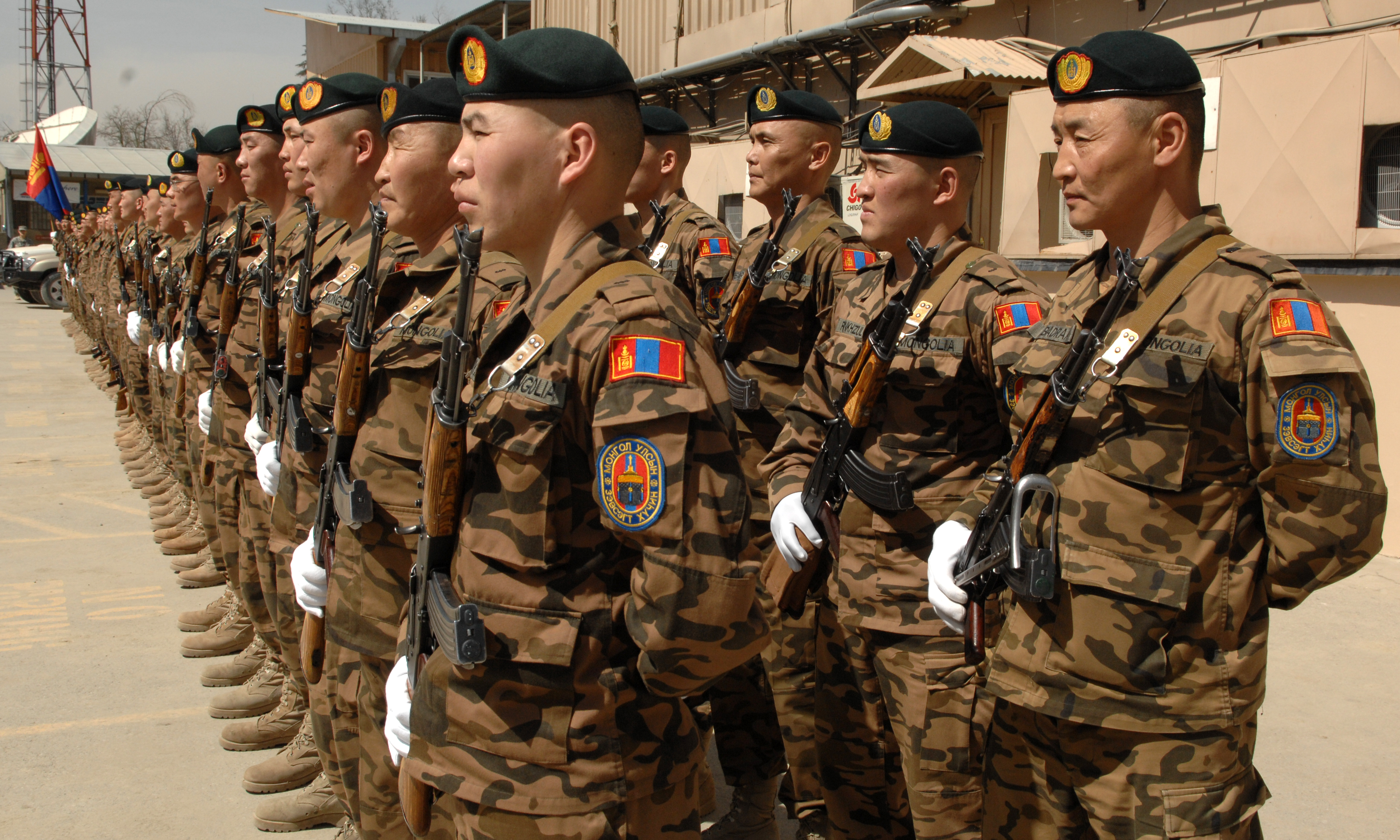
Truppe mongole pronte per l'ispezione nella base di Camp Eggers in Afghanistan nel 2010

L'Esercito Popolare Mongolo rimase in disparte nei giorni della rivoluzione democratica della Mongolia nel 1990, e non intervenne contro i dimostranti che chiedevano una transizione a un regime democratico; con la dissoluzione della Repubblica Popolare Mongola, nel 1992 l'Esercito fu quindi rinominato come Forze armate nazionali della Mongolia. La collocazione geografica della Mongolia rendeva improbabile il coinvolgimento in grandi conflitti, visto che il governo di Ulan Bator mantenne rapporti diplomatici eccellenti con entrambi i suoi potenti vicini, la Russia e la Cina; la transizione democratica portò il paese a sposare una linea politica meno isolazionistica, e nel 1999 una legge venne appositamente promulgata per permettere alle Forze armate mongole di prendere parte alle missioni internazionali promosse dalle Nazioni Unite (ONU) o effettuate nell'ambito di forze multinazionali di pace.
Nell'agosto 2002 la Mongolia partecipò alla sua prima missione militare fuori dai confini nazionali, inviando due ufficiali a prendere parte come osservatori alla missione di peacekeeping delle Nazioni Unite nella Repubblica Democratica del Congo (MONUC). Un anno più tardi, nell'agosto 2003, un contingente di 180 militari mongoli venne inviato in Iraq come contributo della Mongolia alla Coalizione multinazionale incaricata di stabilizzare il paese dopo l'invasione statunitense: parte della Multinational Division Central-South a guida polacca, l'unità mongola operò come forza di protezione nelle regioni centrali dell'Iraq (governatorati di al-Qadisiyya, di Kerbela, di Babil e di Wasit). Dieci contingenti mongoli per un totale di poco meno di 2000 uomini si alternarono in Iraq fino all'ottobre 2008, quando la Mongolia si ritirò dall'operazione.
Contemporaneamente all'impiego in Iraq, la Mongolia inviò a rotazione dodici contingenti di circa 240 uomini ciascuno a prendere parte all'operazione Enduring Freedom in Afghanistan, operando principalmente come addestratori per il corpo d'artiglieria dell'Esercito nazionale dell'Afghanistan. Tra la fine del 2009 e la metà del 2011 questo reparto venne sostituito da un contingente assegnato alla missione internazionale ISAF, strutturato in due compagnie da 130 uomini ciascuna schierate per compiti operativi nella zona di Kabul e in quella di Feyzabad; dal settembre 2010 fino all'agosto 2011, infine, un reparto di tecnici dell'aviazione mongola venne inviato a Kabul per operare come formatori dei meccanici degli elicotteri delle Forze aeree afghane. Tra il dicembre 2005 e il marzo 2006 invece due contingenti militari mongoli da 70 uomini ciascuno vennero fatti ruotare nell'ambito della Kosovo Force, la forza internazionale guidata dalla NATO incaricata di ristabilire l'ordine e la pace in Kosovo.
Numerose sono le missioni a guida ONU a cui hanno partecipato contingenti delle forze armate mongole. Tra il 2005 e il 2006 un ospedale da campo e una settantina di uomini hanno partecipato alla missione UNAMID a guida congiunta ONU - Unione africana, impiegata negli eventi del conflitto del Darfur; sempre nell'ambito della stabilizzazione della regione del Darfur, tra il novembre 2009 e il gennaio 2011 la Mongolia schierò in Ciad 533 militari assegnati alla missione MINURCAT, il più ampio contingente mongolo mai schierato all'estero. Nel 2009 le Forze armate mongole schierarono 250 militari a Freetown come forza di protezione della Corte speciale per la Sierra Leone, incaricata di fare luce sui crimini commessi durante la recente guerra civile sierraleonese; contingenti più piccoli di osservatori militari mongoli hanno invece preso parte alle missioni MINURSO nel Sahara Occidentale, UNMISS in Sudan del Sud e UNMEE al confine tra Etiopia ed Eritrea.

## Struttura

### Generalità

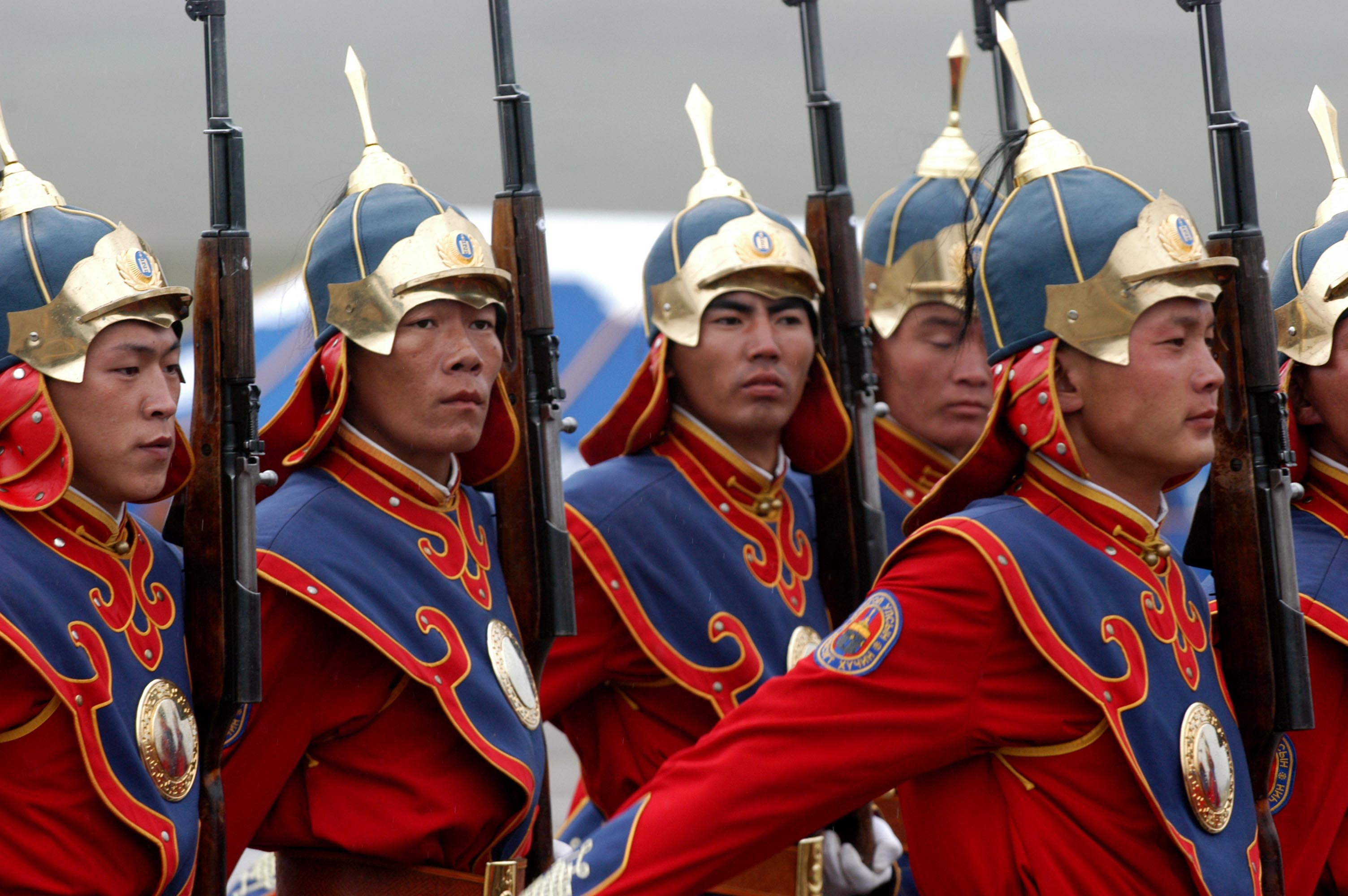
Una guardia d'onore di militari mongoli in uniforme tradizionale sfila in parata nel 2007

Il presidente della Mongolia ricopre la funzione nominale di comandante in capo delle Forze armate mongole. La direzione operativa interforze è affidata a uno stato maggiore congiunto; il capo di stato maggiore delle forze armate risponde del suo operato al ministro della difesa. Le forze armate sono suddivise in cinque branche operative:
- forze terrestri: la componente numericamente più elevata, responsabile delle operazioni belliche terrestri;
- forze aeree e di difesa aerea: l'aviazione militare, controllante anche le unità di difesa antiaerea di base a terra;
- forze del genio e delle costruzioni: l'insieme delle unità di genio militare delle forze armate, incaricate anche di attività di costruzioni in ambito civile;
- forze speciali: le unità con addestramento specialistico delle forze armate, rappresentate dall'84º Battaglione impieghi speciali: un'unità aviotrasportata specializzata nella guerra non convenzionale, nella ricognizione speciale e nell'anti-terrorismo
- forze di sicurezza informatiche: la componente più giovane, attivata nel gennaio 2021 con l'assistenza della NATO[8] e responsabile delle attività di sicurezza informatica nazionali della Mongolia.

In caso di guerra le forze di sicurezza interna e le unità di guardie di frontiera, normalmente controllate dal ministero della giustizia e degli affari interni, ricadono sotto il controllo delle forze armate.
In Mongolia tutta la popolazione maschile di età compresa tra i 18 e i 27 anni è soggetta a un periodo di servizio militare obbligatorio della durata di 12 mesi (estendibile di altri 3 mesi in particolari circostanze), sostituibile a richiesta con un periodo di servizio civile della durata di 24 mesi o con il pagamento di una somma di denaro; concluso il servizio obbligatorio, i coscritti possono sottoscrivere un contratto di arruolamento volontario della durata di due o quattro anni. Sia gli uomini che le donne possono offrirsi per un periodo di servizio militare volontario della durata di 24 mesi, prorogabile per altri due anni fino al compimento dei 31 anni d'età. Dal 1994 le donne possono accedere all'accademia militare e ottenere i gradi di ufficiale; nel 2022 Bolor Ganbold è stata la prima soldatessa mongola a ottenere i gradi di generale di brigata. In tempo di pace il numero delle truppe in servizio si aggira sui 9000 - 11000 uomini e donne in servizio attivo, coadiuvati da circa 137000 membri della riserva militare richiamabile in tempo di guerra; meno del 5% delle truppe in servizio è composto da militari professionisti, ufficiali e sottufficiali.

### Forze terrestri

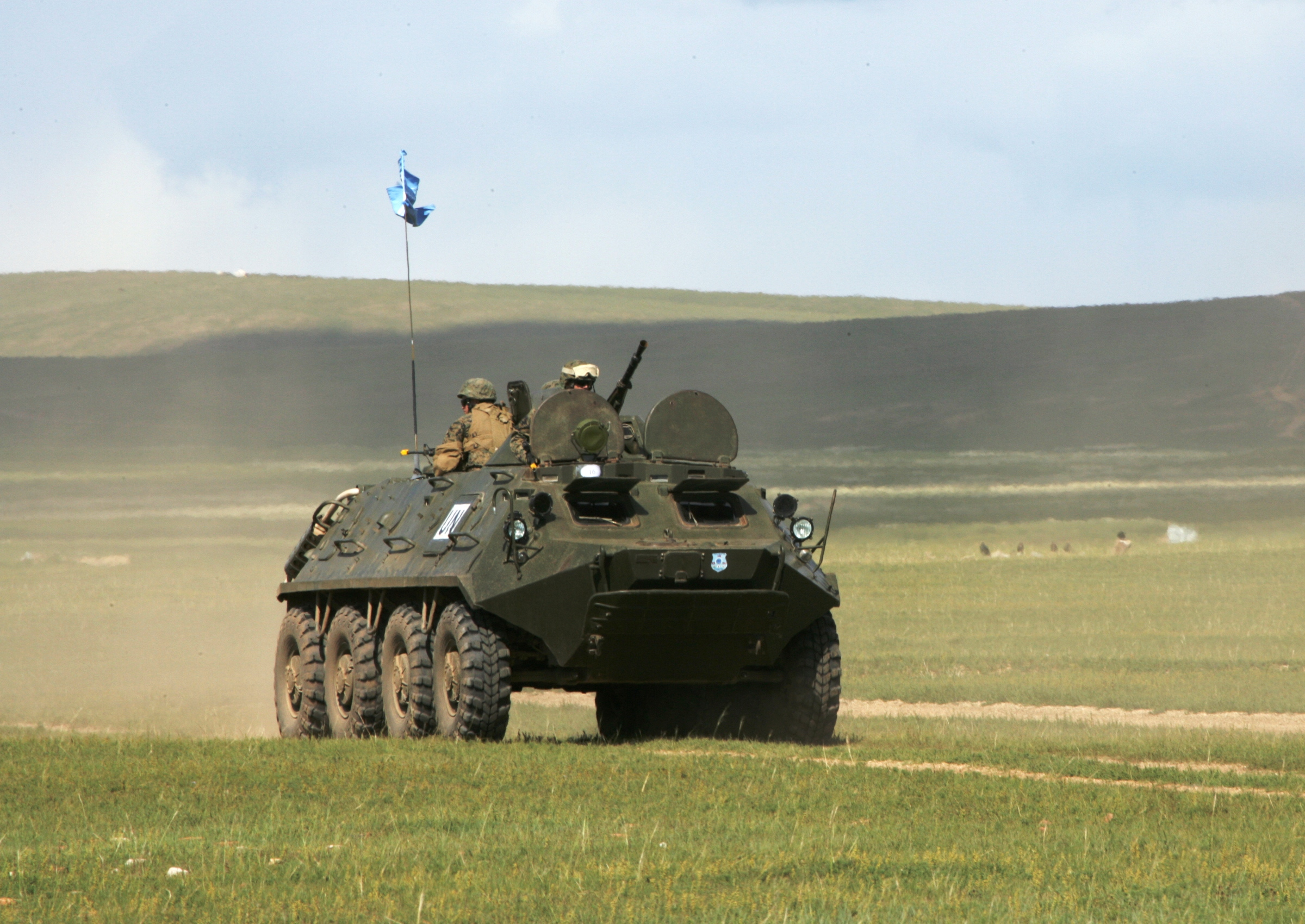
Un BTR-60 mongolo durante un'esercitazione in patria nel 2009

La principale componente di manovra delle truppe terrestri mongole è rappresentata da sei brigate di fanteria motorizzata, di cui tre in servizio permanente e le altre in riserva; le unità permanenti sono la 16ª Brigata con sede a Zuunmod, la 186ª Brigata con sede a Erdenet e la 330ª Brigata con sede a Darhan. Ciascuna brigata si compone di tre battaglioni di fucilieri motorizzati dotati di veicoli trasporto truppe ruotati, uno o due battaglioni meccanizzati dotati di carri armati e veicoli da combattimento della fanteria cingolati, una compagnia da esplorazione e reparti di artiglieria. Al di fuori delle brigate vi sono poi un reggimento di artiglieria indipendente, un reggimento del genio e un battaglione di fanteria leggera di pronto impiego (150º Battaglione) specializzato nelle operazioni di peacekeeping.
Armi e veicoli in servizio sono tutti di origine sovietica, praticamente tutti risalenti all'epoca della guerra fredda. Le unità meccanizzate dispongono di circa 300 carri armati T-54/55 e una cinquantina di più moderni T-72, oltre a circa 300 veicoli da combattimento della fanteria BMP-1; le unità motorizzate dispongono di circa 200-250 veicoli da trasporto tipo BTR-60, BTR-70 e BTR-80, mentre le unità da esplorazione sono equipaggiate con autoblindo BRDM-2. I sistemi d'artiglieria comprendono circa 300 pezzi tra lanciarazzi BM-21 e cannoni/obici a traino meccanico da 122 mm D-30, da 122 mm M-30, da 130 mm M-46 e da 152 mm ML-20. I sistemi missilistici sono rappresentati solo da alcuni vecchi missili anticarro Maljutka.

### Forze aeree

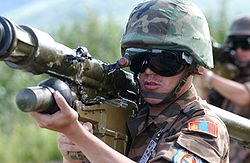
Un soldato mongolo equipaggiato con un lanciatore per missili antiaerei Strela-2

L'aviazione militare mongola è stata la componente che più ha sofferto nel periodo successivo alla caduta dell'Unione Sovietica, quando praticamente l'intero parco di apparecchi aerei, tutti di origine sovietica, venne messo a terra a causa della penuria di carburante e pezzi di ricambio. Una riattivazione delle forze aeree si ebbe solo a partire dal 2000: la componente di aerei da caccia, composta da una decina di velivoli Mikoyan-Gurevich MiG-21, è stata dismessa per obsolescenza tra il 2007 e il 2011, e le forze aeree rimangono divise tra un reparto ad ala fissa con circa una ventina di aerei da trasporto Antonov An-24 e An-26, e un reparto ad ala rotante con una ventina di elicotteri da trasporto Mil Mi-8 ed elicotteri d'attacco Mil Mi-24. Nel 2019 una piccola componente da caccia è stata riattivata tramite la donazione da parte della Russia di una coppia di aerei Mikoyan-Gurevich MiG-29, in variante biposto da addestramento. Le basi aeree principali sono rappresentate dagli aeroporti di Ulan Bator, Nalajh, Choibalsan e Sajnšand.
Dall'aviazione dipendono anche i reparti antiaerei. La difesa aerea strategica è affidata a un battaglione equipaggiato con missili a lungo raggio S-125; secondo alcune fonti, i sistemi S-200 ancora in inventario non sarebbero invece più operativi dal 2011. La difesa antiaerea a corto raggio è affidata a missili Strela-1 montati su autoblindo BRDM-2 e missili portatili Strela-2 e Igla, oltre ad alcuni semoventi ZSU-23-4 Shilka armati di mitragliere da 23 mm e pezzi d'artiglieria fissa in calibro 57 mm e 23 mm.